# Hildesborg
Hildesborg er en herregård i Landskrona kommun i Skåne.
I løbet af 1700-tallet samledes en række af husmandssteder og gårde i Hilleshögs dalar til et gods. I 1806 var herregården Hildesborg ejet af familien Stjärnblad, der byggede et teglværk. Tegelværket gik konkurs i 1819, og ejendommen blev købt af grossist Frans J. Wong. Hans søn udvidede og udbyggede hovedbygningen i 1840'erne. Gården ejedes af Wong familien frem til 1871, hvor greve og landshøvding Gotthard Wachtmeister tog over. Han flyttede teglværket, øgede bedriftens størrelse og byggede endnu en etage på hovedbygningen.
Wachtmeister var meget værdsat i sognet og gjorde en stor del for kirken. Han opførte en småskole på Hildesborg og skænkede jord til en børnehave. I 1905 flyttede han og solgte Hildesborg konsul N. Persson, der kun ejede godset i tre år. I 1908 blev det solgt til grev og grevinde Walther og Wilhelmina von Hallwyl, der var på udkig efter en sommerbolig i det sydlige Sverige. I 1898 havde de afsluttet opførelsen af Hallwylska palæ i Stockholm og 1902 købt Vegeholms slott i Skåne til deres yngste datter og svigersøn Irma og Wilhelm von Geijer.
1922 gav Wilhelmina von Hallwyl Hildesborg til sin dattersøn Rolf de Maré. 1927 købte Margit von Geijer (født 1907) Hildesborg af sin fætter. 1930 døde Wilhelmina von Hallwyl og hovedbygningen stod længe tom. 1939-1946 blev hovedbygningen bygget om og repareret. I 1964 overdrog Margit von Geijer herregården til sin søn Åge Lundström, som flyttede ind med sin familie i 1979.
Ejendommen omfatter naturreservatet Hilleshögs dalar med græsgange, småskove, bronzealder grave, Karl XII's skanser og ikke mindst en storslået udsigt over Øresund, Hven og Danmark.